# Лук ямчатый
Лук ямчатый (лат. Allium scrobiculatum) — многолетнее травянистое растение, вид рода Лук (Allium) семейства Луковые (Alliaceae).

## Распространение и экология
В природе ареал вида охватывает Тянь-Шань. Эндемик.
Произрастает на выходах пестроцветных пород, щебнистых склонах и солончаках.

## Ботаническое описание
Луковица яйцевидная, диаметром 0,75—1,5 мм, наружные оболочки черноватые или буроватые, кожистые, ямчатые, при основании раскалывающиеся. Луковички немногочисленные, бурые, ямчатые. Стебель высотой 10—20 см, обычно толстоватый, на треть или до половины одетый гладкими влагалищами листьев.
Листья в числе трёх—четырёх, шириной около 0,5 мм, нитевидные, полуцилиндрические, желобчатые, гладкие, видимо, равны стеблю.
Чехол в четыре раза короче зонтика, длинно-заострённый, обычно остающийся. Зонтик коробочконосный, полушаровидный или шаровидный, многоцветковый, рыхловатый. Цветоножки равные, в четыре—шесть раз длиннее околоцветника, наружные часто восходящие, при основании с многочисленными прицветниками. Листочки почти шаровидного околоцветника розово-фиолетовые, с грязно-пурпурной жилкой, почти равные, гладкие, островатые, длиной 3—3,5 мм, наружные лодочковидные, продолговатые, немного уже внутренних, продолговато-яйцевидных. Нити тычинок в полтора раза длиннее листочков околоцветника, при основании между собой и с околоцветником сросшиеся, цельные, равные, шиловидные. Столбик выдается из околоцветника.
Коробочка почти в полтора раза короче  околоцветника.

## Таксономия
Вид Лук ямчатый входит в род Лук (Allium) семейства Луковые (Alliaceae) порядка Спаржецветные (Asparagales).
|  |                                      |  |                                                             |                                                             |                   |  | ещё 24 семейства (согласно Системе APG II) | ещё 24 семейства (согласно Системе APG II) |                     |  |  |  | ещё более 870 видов |
|  |                                      |  |                                                             |                                                             |                   |  | ещё 24 семейства (согласно Системе APG II) | ещё 24 семейства (согласно Системе APG II) |                     |  |  |  | ещё более 870 видов |
|  |                                      |  |                                                             | порядок Спаржецветные                                       |                   |  |                                            |                                            | род Лук             |  |  |  |                     |
|  |                                      |  |                                                             | порядок Спаржецветные                                       |                   |  |                                            |                                            | род Лук             |  |  |  |                     |
|  | отдел Цветковые, или Покрытосеменные |  |                                                             |                                                             | семейство Луковые |  |                                            |                                            | вид Лук ямчатый     |  |  |  |                     |
|  | отдел Цветковые, или Покрытосеменные |  |                                                             |                                                             | семейство Луковые |  |                                            |                                            |                     |  |  |  |                     |
|  |                                      |  | ещё 44 порядка цветковых растений (согласно Системе APG II) | ещё 44 порядка цветковых растений (согласно Системе APG II) |                   |  |                                            | ещё около 300 родов                        | ещё около 300 родов |  |  |  |                     |
|  |                                      |  |                                                             | ещё 44 порядка цветковых растений (согласно Системе APG II) |                   |  |                                            |                                            | ещё около 300 родов |  |  |  |                     |